# Vicia cassia
Vicia cassia är en ärtväxtart som beskrevs av Pierre Edmond Boissier. Vicia cassia ingår i släktet vickrar, och familjen ärtväxter. Inga underarter finns listade i Catalogue of Life.